# Aiteta analoga
Aiteta analoga är en fjärilsart som beskrevs av M.Gaede 1937. Aiteta analoga ingår i släktet Aiteta och familjen trågspinnare. Inga underarter finns listade i Catalogue of Life.